# ゴー・スンファント
ゴー・スンファント（中国語: 吳塤閥、英語: Goh Soon Huat、1989年5月20日 - ）は、マレーシアの男子バドミントン選手。妻のライ・シェボンジェミーとペアを組み、世界ランク最高位は4位。

## 経歴
2016年からライ・シェボンジェミーとペアを組み混合ダブルスで活躍。
ペアのライとは、2年の交際の後、2022年に婚約し、2024年に結婚した。
アジア選手権銅メダルなどの成績を残す。